# Stephen Fry
Sir Stephen John Fry (født 24. august 1957) er en britisk skuespiller, forfatter, komiker, tv-vært og filminstruktør. Han slog igennem i komikerduoen Fry and Laurie, sammen med Hugh Laurie, og de to medvirkede i A Bit of Fry & Laurie (1989–1995) og Jeeves and Wooster (1990–1993). Han spillede også med i sketchserien Alfresco (1983–1984) sammen med Hugh Laurie, Emma Thompson og Robbie Coltrane og i Blackadder (1986–1989) sammen med Rowan Atkinson. Siden 2011 har han været formand for velgørenhedsorganisationen Mind.
Frys filmroller inkluderer rollen som hans idol Oscar Wilde i filmen Wilde (1997), som han blev nomineret til Golden Globe Award for Best Actor for; Inspector Thompson i Robert Altmans mordmysterie Gosford Park (2001); og Mr. Johnson i Whit Stillmans Love & Friendship (2016). Han har også haft roller i andre film som Chariots of Fire (1981), A Fish Called Wanda (1988), The Life and Death of Peter Sellers (2004), V for Vendetta (2005) og Sherlock Holmes: A Game of Shadows (2011). Han har lagt stemme til Filurkatten i Alice i Eventyrland (2010) og efterfølgeren fra 2016. Han spillede også Master of Lake-town i filmatiseringen af Hobbitten. Mellem 2001 og 2017 var han vært for British Academy Film Awards 12 gange.
Hans tv-roller inkluderer Lord Melchett i BBC tv-serien Blackadder, titelkarakteren i tv-serien Kingdom og Absolute Power, samt en gentagen rolle som Dr. Gordon Wyatt i den amerikanske tv-serie Bones og Arthur Garrison MP i Channel 4s historiske drama It's a Sin. Han har også skrevet og været vært i dokumentarserier, inklsuive den Emmy Award-vindende Stephen Fry: The Secret Life of the Manic Depressive, hvor han undersøgte sin egen bipolare sindslidelse og rejseserien Stephen Fry in America. Han var vært på panelshowet QI fra 2003 til 2016, hvor han blev nomineret til seks British Academy Television Awards. Han har optrådt med jævne mellemrum i andre peneshows som radioprogrammerne Just a Minute og I'm Sorry I Haven't a Clue.
Fry er også kendt for sit arbejde på teateret. I 1984 lavede han en opsætning af Me and My Girl til West End der blev opført i 8 år og modtog to Laurence Olivier Awards. Efter det blev flyttet til Broadway, modtog han en Tony Award-nominering. I 2012 spillede han Malvolio i Helligtrekongersaften på Shakespeares Globe. Produktionen blev herefter flyttet til West End før den blev flyttet til Broadway, hvor han blev nomineret til en Tony Award for Best Featured Actor in a Play.
Fry er også produktiv forfatter. Han har skrevet til aviser og tidsskrifter, og han har skrevet fire romaner og tre selvbiografier. Han har også indtalt alle syv bøger i Harry Potter-serien samt lydbøger om Bjørnen Paddington.

## Uddannelse og karriere
Fry er uddannet på Queen's College i Cambridge. Under sine studier var han engageret i forskellige teaterstykker, lige som han også skrev stykket Latin or Tobacco and Boys. I sit sidste år på Cambridge var Fry medlem af Cambridge Footlights, der hvert år opsætter blandt andet en revy og har fostret adskillige kendte engelske komikere som Hugh Laurie og Emma Thompson. 
Fry og Laurie fortsatte deres samarbejde efter universitetet i tv-serierne There's Nothing to Worry About og "Alfresco". Ingen af dem var en større succes. Langt bedre gik deres næste projekt, A Bit of Fry & Laurie, der etablerede parret i den britiske bevidsthed i 1980'erne. Parret medvirkede også i de tre sidste sæsoner af Blackadder, hvor Fry spillede general Melchett i den fjerde og sidste sæson.
I begyndelsen af 1990'erne indspillede Fry og Laurie tv-serien Jeeves & Wooster efter P.G. Wodehouses bøger om den godtroende rigmand Bertie Wooster og hans snu tjener Jeeves. 
Fry har også instrueret filmen Bright Young Things. Blandt hans tv-programmer kan nævnes QI, hvor han var vært i et show, der kombinerer humor med viden i en spørgeleg med indbudte humorister. Han har været vært for QI fra 2003 til 2016, hvorefter han overlod værtsrollen til dansk-britiske Sandi Toksvig.

## Privatliv
Fry var en af de første kendte, der brugte Twitter.[kilde mangler] Fry er erklæret homoseksuel og bor i London. Han er medlem af Garrick's Club og har skrevet erindringsbøger som "The Fry Chronicles" (2010) og Moab is My Washpot (2008), som The Times anmeldte som "bubbly, funny and charming".[kilde mangler] I 2015 blev han gift med den 30 år yngre Elliott Spencer.

## Udvalgt filmografi
- The Good Father (1985)
- Peter's Friends (1992)
- Wilde (1997)
- Gosford Park (2001)
- V for Vendetta (2005)
- Stormbreaker (2006)
- Alice i Eventyrland (2010)
- Sherlock Holmes 2: Skyggespillet (2011)
- Dragen Smaugs ødemark (2013)
- The Man Who Knew Infinity (2015)

### Tv-serier
- Blackadder – Lord/General Melchett (1986-89)
- Bones - Dr Gordon Wyatt (2007 - 17)
- Landsbyadvokaten – Peter Kingdom (2007-09)
- QI - Vært (2003-2016)
- Heartstopper (2022-2024)

### Skønlitteratur
- Fry, Stephen (1991). The Liar. Soho. ISBN 978-0-939149-82-7.
- Fry, Stephen (1994). The Hippopotamus. Soho Press. ISBN 978-1-56947-054-1.
- Fry, Stephen (1996). Making History. Arrow. ISBN 978-0-09-946481-5.
- Fry, Stephen (2000). The Stars' Tennis Balls. Hutchinson. ISBN 978-0-09-180151-9. US edition:
- Fry, Stephen (2003). Revenge: A Novel. Random House. ISBN 978-0-8129-6819-4.
- Fry, Stephen [as Mrs. Stephen Fry] (2010). Mrs. Fry's Diary. Hodder & Stoughton. ISBN 978-1444720778.

### Faglitteratur
- Fry, Stephen (1992). Paperweight. William Heinemann. ISBN 978-0434274086.
- Fry, Stephen (2002). Rescuing the Spectacled Bear. Hutchinson. ISBN 978-0-8129-6819-4.
- Fry, Stephen; Lihoreau, Tim (2004). Stephen Fry's Incomplete and Utter History of Classical Music. Macmillan. ISBN 9780752225340.
- Fry, Stephen (2005). The Ode Less Travelled: Unlocking the Poet Within. Hutchinson. ISBN 978-0091795238.
- Fry, Stephen (2017). Mythos: A Retelling of the Myths of Ancient Greece. Michael Joseph. ISBN 978-0718188726.
- Fry, Stephen (2018). Heroes. Michael Joseph. ISBN 978-0241380369.
- Fry, Stephen (2020). Troy. Michael Joseph. ISBN 978-0241424599.
- Fry, Stephen (2021). Fry's Ties: the Life and Times of a Tie Collection. Michael Joseph. ISBN 978-0241493045.

### Selvbiografi
- Fry, Stephen (1997). Moab Is My Washpot: An Autobiography. Soho Press. ISBN 978-1-56947-202-6.
- Fry, Stephen (2010). The Fry Chronicles: An Autobiography. Michael Joseph. ISBN 978-0-7181-5483-7.
- Fry, Stephen (2014). More Fool Me: A Memoir. Michael Joseph. ISBN 978-0718179786.

### Manuskripter fraA Bit of Fry and Laurie
- Fry, Stephen; Laurie, Hugh (1990). A Bit of Fry and Laurie. Mandarin. ISBN 978-0-7493-0705-9.
- Fry, Stephen; Laurie, Hugh (1991). A Bit More Fry and Laurie. Mandarin. ISBN 978-0749310769.
- Fry, Stephen; Laurie, Hugh (1992). 3 Bits of Fry and Laurie. Mandarin. ISBN 978-0434271931.
- Fry, Stephen; Laurie, Hugh (1995). Fry and Laurie 4. Mandarin. ISBN 978-0749319670.

### Lydbøger
- Fry, Stephen, (2009). Short Stories by Anton Chekhov (Stephen Fry Presents). ISBN 978-0007316373
- Fry, Stephen (2017). Fry's English Delight. Audible Studios. ISBN 978-1536635058.
- Fry, Stephen, 2017. "Eugene Onegin Alexander Pushkin Audiobook" (Stephen Fry Reads James E. Fallen, trans. Eugene Onegin)

### Bidragsyder
- Lloyd, John; Fry, Stephen; Mitchinson, John (2006).  John Mitchinson (red.). The Book of General Ignorance. Faber and Faber. ISBN 978-0-571-23368-7.
- Carwardine, Mark; Fry, Stephen (2009). Last Chance to See. HarperCollins Publishers Limited. ISBN 978-0-00-729072-7.

### Forord
- Højer, Torsten, red. (2016). Speak My Language, and Other Stories: An Anthology of Gay Fiction. Constable & Robinson. ISBN 978-1472119971.
- Whittard, Tim, red. (2020). Mental & Behavioural State Examination: Theory into Practice – A Nurse's Perspective on Psychiatric Assessment. The Choir Press. ISBN 978-1789630954.
- Hitchens, Christopher; Dawkins, Richard; Harris, Sam; Dennett, Daniel, red. (2019). The Four Horsemen: The Conversation That Sparked an Atheist Revolution. Random House. ISBN 978-0525511953.